# Anthophora albopicta
Anthophora albopicta är en biart som beskrevs av Cockerell 1917. Anthophora albopicta ingår i släktet pälsbin, och familjen långtungebin. Inga underarter finns listade i Catalogue of Life.